# Solenophora coccinea
Solenophora coccinea är en tvåhjärtbladig växtart som beskrevs av George Bentham. Solenophora coccinea ingår i släktet Solenophora och familjen Gesneriaceae. Inga underarter finns listade i Catalogue of Life.